# Fier, Albania
Fier este un oraș din Albania (numit în aromână: Fearicã, Ferãcã sau Ferãche).

## Personalități născute aici
- Vilson Ahmeti (n. 1951), om politic;
- Odise Roshi (n. 1991), fotbalist;
- Keidi Bare (n. 1997), fotbalist;
- Besa Kokëdhima (n. 1986), cântăreață;
- Eleni Foureira (n. 1987), cântăreață.